# Darkāpey
Darkāpey (persiska: دركاپی) är en ort i Iran.   Den ligger i provinsen Mazandaran, i den norra delen av landet, 120 km nordost om huvudstaden Teheran. Darkāpey ligger 19 meter över havet och antalet invånare är 105.
Terrängen runt Darkāpey är platt åt nordost, men åt sydväst är den kuperad. Terrängen runt Darkāpey sluttar norrut.Runt Darkāpey är det ganska glesbefolkat, med 47 invånare per kvadratkilometer. Närmaste större samhälle är Āmol, 11,3 km öster om Darkāpey. Trakten runt Darkāpey består till största delen av jordbruksmark.